# Nansy Damianova
Nansy Damianova est une gymnaste québécoise née en France dans la ville de Sèvres le 30 mars 1991. Elle a participé aux Jeux olympiques de Pékin en 2008.

## Biographie

### Palmarès

#### Championnats du Monde
2009 Pacific Rim Championship
- médaille d'argent au concours par équipe

2009 Woga Classic
- médaille d'or aux barres asymétriques

2009 Gymnix World Cup
- médaille d'argent au saut de cheval
- médaille d'argent au sol
- médaille d'argent aux barres asymétriques

#### Jeux Panaméricains
2006 Gatineau, Canada
- médaille de bronze au concours par équipe
- médaille de bronze aux barres asymétriques
- 4e au saut de cheval
- 4e au sol
- 4e à la poutre
- 4e au concours général